# Pegomya bifurcata
Pegomya bifurcata este o specie de muște din genul Pegomya, familia Anthomyiidae, descrisă de Griffiths în anul 1983. Conform Catalogue of Life specia Pegomya bifurcata nu are subspecii cunoscute.